# Jonas Tengbom
Jonas Nils Ivar Tengbom, född  16 april 1938, död 2 november 2017, var en svensk inredningsarkitekt. Han var sonson till arkitekt Ivar Tengbom och målaren Hjördis Nordin-Tengbom samt son till arkitekt Anders Tengbom.

## Biografi

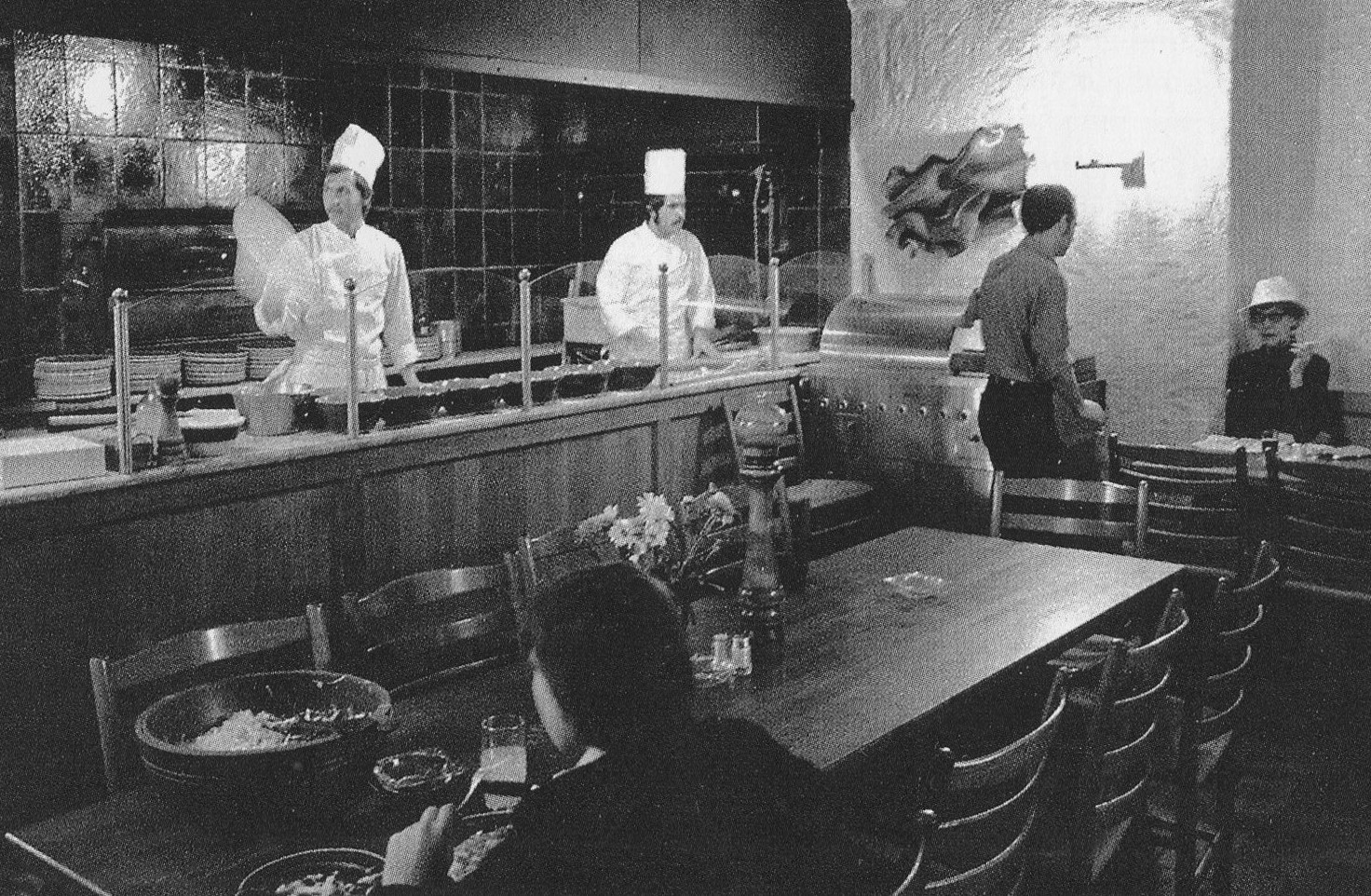
Östergöks Pizzeria, inredd av Jonas Tengbom 1968.

Liksom sin bror Svante Tengbom, började Jonas Tengbom sin yrkesbana som arkitekt i faderns, Ivar Tengboms, arkitektkontor (idag Tengbomgruppen). År 1970 blev båda delägare. På slutet av 1980-talet övergick Jonas Tengbom till egen verksamhet i samband med en omorganisation och bildade företaget Jonas Tengbom Inredningsarkitekt AB belägen på Tulevägen 12 i Djursholm.
Jonas Tengbom hade nära vänskap till krögaren Bengt Wedholm och anlitades av honom att inreda flera av sina restauranger, bland dem Östergöks Pizzeria och Östergöks Fisk samt Muntergök, samtliga på Östermalm i Stockholm.
Jonas Tengbom är begravd på Lovö kyrkogård.